# Image song
Una image song o character song (キャラクターソング?, kyarakutā songu) è un brano musicale, contenuto in un singolo o in un album (spesso chiamato di conseguenza "image album")  di un anime, di un videogioco o di un dorama normalmente cantato dal seiyū di un personaggio, nei panni dello stesso personaggio. 
Molti anime e videogiochi fanno ricorso allo sfruttamento di image song per fornire maggiori dettagli sulla personalità dei personaggi o per esplorare aspetti del prodotto normalmente non trattati. Il più delle volte si tratta di canzoni realizzate appositamente per essere registrate su disco, anche se in alcuni casi le image song erano presenti già all'interno dell'anime. Per esempio la maggior parte delle image song dei personaggi dell'anime Prince of Tennis sono state utilizzate come sigle di apertura e chiusura degli episodi dell'OAV.
La prima image song legata ad un anime a raggiungere la prima posizione della classifica dei singoli più venduti in Giappone è stata Hōkago Tea Time (放課後ティータイム?, After School Tea Time), interpretata dai personaggi di K-On! nel 2009, che ha venduto 67,000 copie nella prima settimana di pubblicazione.